# اندیس آنومالی جنوب بهشهر
آنومالی جنوب بهشهر یک اندیس فلزی است که در حوالی شهر بهشهر استان مازندران قرار دارد و مادهٔ معدنی موجود در آن، طلا است.سنگ میزبان این اندیس سنگ آهک و سنگ آهک دولومیتی است  در این اندیس، پاراژنز‌های طلا، شئلیت، گالن، باریت، سرب، ارسنوپیریت، بلند، برنیت یافت می‌شوند.